# Zep
Pour les articles homonymes, voir ZEP et Chappuis.
Philippe Chappuis dit Zep, né le 15 décembre 1967 à Onex, est un auteur de bande dessinée et musicien suisse. Il est notamment connu pour sa série Titeuf. 

## Biographie

### Jeunesse et débuts
Il est le fils d'un policier et d'une couturière. Il crée son premier fanzine en 1979 et l'appelle Zep en hommage à Led Zeppelin.
Peu intéressé par l'école, il entre à quatorze ans à l'École des arts décoratifs de Genève (aujourd'hui CFP Arts Genève) dans une section (éphémère) consacrée à la bande dessinée.
En 1985, il est engagé par Le Journal de Spirou. Il place quelques gags dans Fluide glacial, publie trois albums, Victor n'en rate pas une en 1988, Léon Coquillard en 1990, et Kradok Amanite Bunker en 1991. Avec les éditions Glénat, il lance en 1992 le personnage de Titeuf.

### SuccèsTiteuf(années 2000)

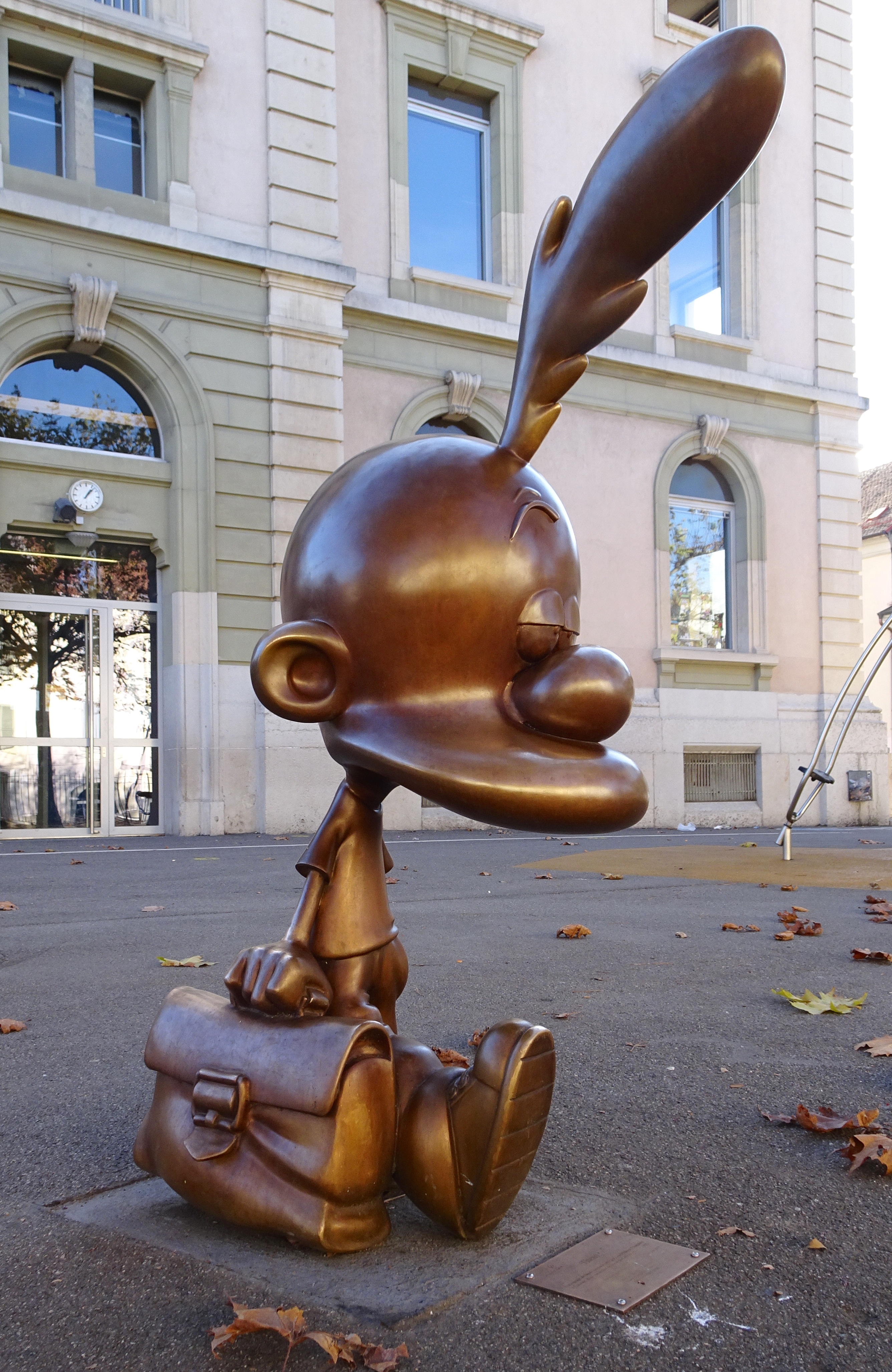
Titeuf dans le préau de son école à Carouge, sculpture de Catherine Mauron, 2019.

L'immense succès obtenu avec Titeuf (un million d'albums vendus fin 1998, 16 millions traduits en 25 langues en 2008) permet à Zep de lancer d'autres initiatives, comme Le Guide du zizi sexuel écrit par son ex-épouse Hélène Bruller, vendu à plus de trois millions d'exemplaires, le magazine Tchô! en 1998 (qui porte le nom de l'interjection favorite de Titeuf) et le parrainage de jeunes auteurs dans la série de bandes dessinées jeunesse Tchô! La collec.
Zep est également amateur de musique (rock essentiellement et fan de Bob Dylan), d'où son pseudonyme hommage au groupe Led Zeppelin. Cet intérêt lui a inspiré L'enfer des concerts, publié en 1999. De plus, il a formé un premier groupe de musique appelé Zep'n'Greg, rappelant parfois le style du Beau Lac de Bâle, et sorti deux disques avec des chansons humoristiques telles que : Dieu m'a changé en Suisse-Allemand, Pôv'Type Song, ou Les couilles à tonton. Après s'être séparés, Zep et quatre de ses amis ont reformé un nouveau groupe nommé Blük Blük. Ils chantent des chansons à messages humoristiques comme Légalisez le Cenovis, Où sont les groupies ?, Moi je suce des Sugus, Le Rebelle suisse, etc. Blük Blük s'est arrêté officiellement le 8 septembre 2007, à la suite du départ du chanteur du groupe, Ernest Blük.
En 2006, Zep réalise le visuel du festival de musique Musiques en Stock.

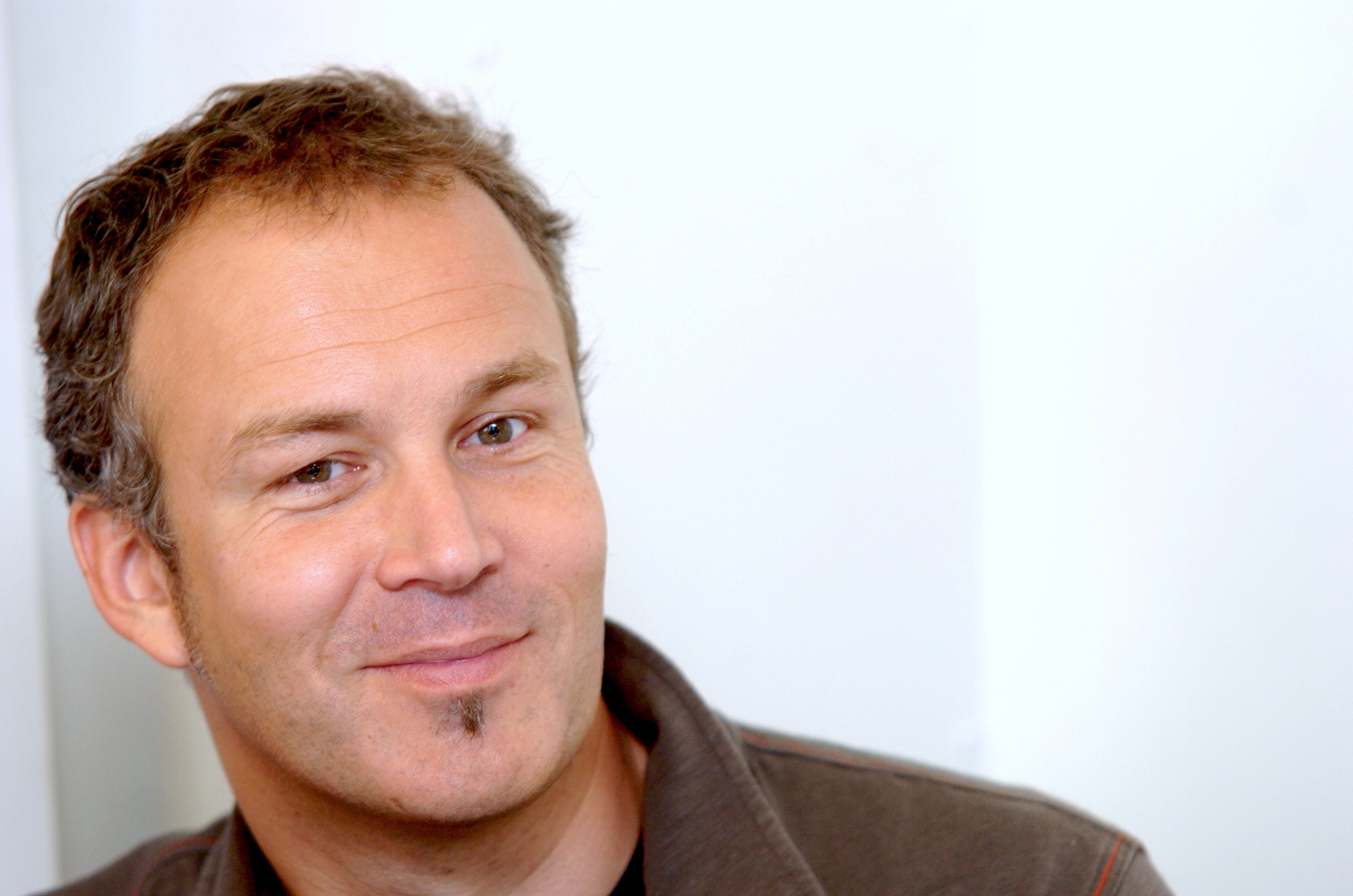
Zep, le 27 août 2008 à Paris.

En 2008, alors que sort le tome 12 de Titeuf, il scénarise un livre dessiné par Tébo. Au même moment, il scénarise deux nouvelles séries : Captain Biceps (dessin de Tébo), Les Chronokids (dessin de Stan et Vince).
Durant les années 2010, il se diversifie et lance des one-shots dessinés en style réaliste.
Durant sa campagne de 2018 pour les élections présidentielles au Brésil Jair Bolsonaro a critiqué et instrumentalisé le kit pédagogique du projet « École sans homophobie » comprenant la BD intitulés Le zizi sexuel mettant en scène le personnage de Titeuf, ce qui a eu pour résultat de promouvoir davantage cette création de Zep.

### Rééditions et récits autobiographiques (2009-2012)
En octobre 2009, il sort un album destiné à un public plus adulte, Happy Sex. L'éditeur Delcourt réédite l'année suivante Les Filles électriques sous le nouveau titre Happy Girls, puis L’Enfer des concerts sous le titre Happy Rock.
Zep publie aussi des projets autobiographiques : en 2010, Glénat sort Le Portrait dessiné, album dans lequel Zep se raconte à travers des planches de BD ; en 2011, Gallimard sort Carnet intime, qui regroupe des dessins réalisés par Zep, de paysages urbains comme naturels, en France, en Tanzanie et au Japon.
En 2012, il sort un treizième opus de Titeuf, intitulé À la folie !, quatre ans après le dernier opus. Entre-temps, l'auteur s'est investi dans la réalisation de l'adaptation cinématographique sortie en 2011. La même année, il remonte un groupe avec des amis musiciens et une chanteuse. Le groupe s'appelle Alice In Kernerland.

### Passage en style réaliste (depuis 2013)

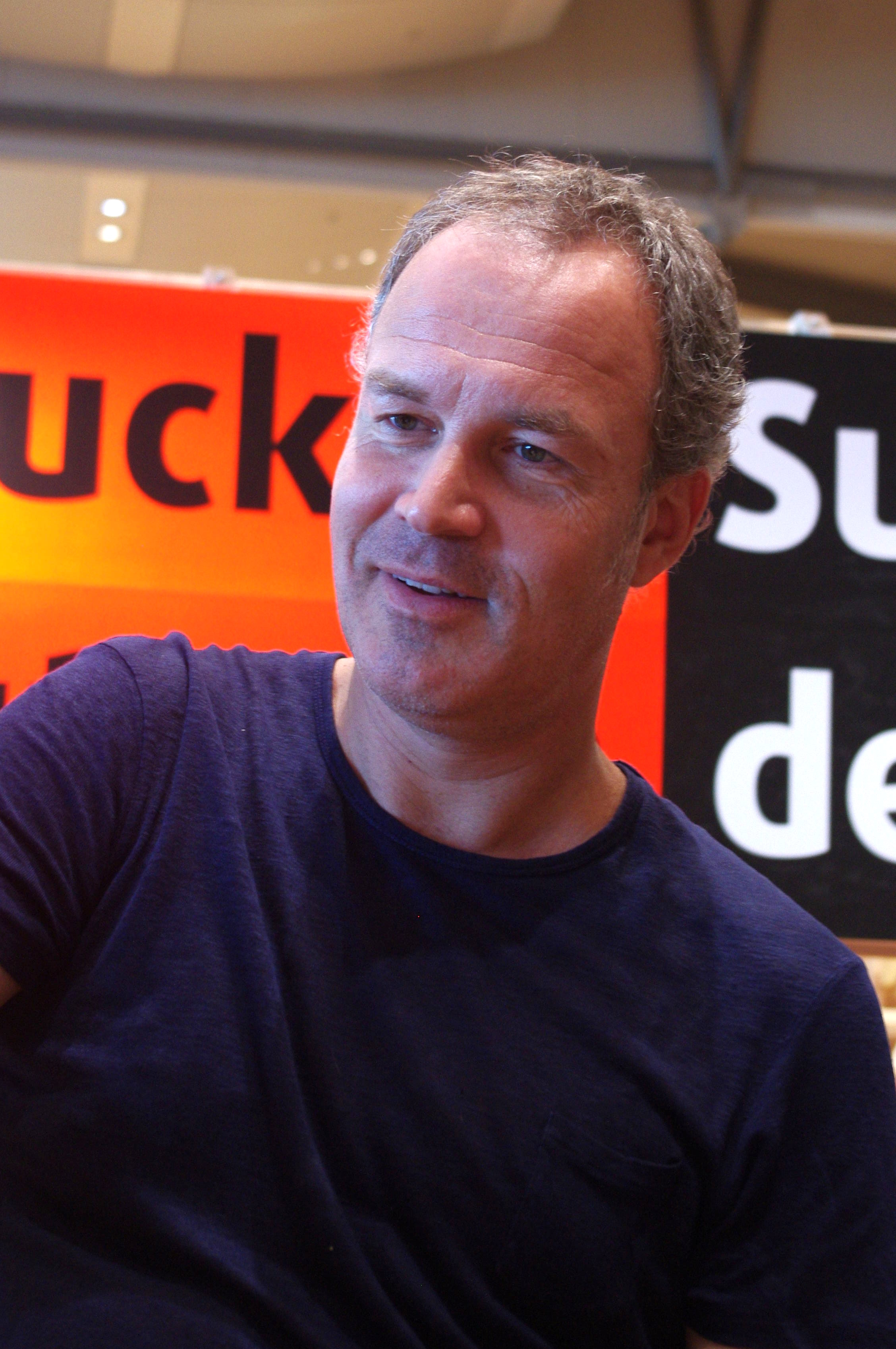
L'auteur à la Foire du Livre de Francfort 2017.

En septembre 2013, il publie son premier album en style réaliste, Une histoire d'hommes, chez Rue de Sèvres, dans lequel il rend hommage au rock'n'roll.
À partir de 2014, il sort de ses sujets habituels : tout d'abord, il poursuit la série des Happy chez Delcourt avec un quatrième opus intitulé Happy Parents, dans lequel il revient sur son expérience de père de deux enfants.
La même année, il parraine la première promotion de l'Académie de bande dessinée Brassart-Delcourt (ABD) qui vient d'être créée à Paris.
En 2015, aux éditions Glénat, paraît What a Wonderful World, qui regroupe des dessins publiés sur son blog lié au quotidien Le Monde. Parallèlement sort le tome 14 de Titeuf, Bienvenue en adolescence !, qui raconte une histoire complète. Enfin, Zep est le scénariste d'un conte pornographique dessiné par Vince, Esmera.
En mars 2016, Zep sort le one-shot Open Museum #3, aux Éditions Invenit. Il s'agit d'un livre accompagnant une carte blanche donnée par le palais des beaux-arts de Lille. Zep réalise des dessins et des projections dans le musée. Une salle est également réservée aux dessins réalisés au cours de sa carrière.
En octobre 2016, Rue de Sèvres sort Un bruit étrange et beau, un second album dessiné en style réaliste. Dans ce one-shot, l'auteur raconte le parcours d'un homme rejoignant l'ordre religieux des chartreux. Chez cet éditeur, il sort aussi une nouvelle série, Infinity 8, dont il assure les scénarios. Enfin, un second tome de What a Wonderful World est édité par Glénat.
En août 2017, sort le tome 15 de Titeuf, À fond le slip !.
En avril 2018, Rue de Sèvres sort The End, troisième one-shot en style réaliste.
En 2019, il signe la pochette de l'album musical Les Mômes et les Enfants d'abord ! de Renaud.
Depuis 2021, il forme avec sa compagne Valérie Martinez le groupe de musique The Woohoo. En mars 2024 sort leur premier album, Automatic Songs, dont la moitié des 12 titres le composant était déjà accessible en ligne,.

### Vie privée
Zep a trois enfants, issus de deux mariages. La mère de deux d'entre eux est Hélène Bruller. Il est en couple à partir de 2011 avec Mélanie Chappuis, puis devient son époux. Il vit par la suite avec la musicienne Valérie Martinez.
Il habite à Genève, dans une maison de maître du quartier de Saint-Jean,, dont il annonce la mise en vente en 2024, suscitant la votation d'un crédit de 21,5 millions de francs par la ville de Genève pour son rachat et ouvrant un débat politique polémique sur la question.

## Style
Zep est un admirateur des bandes dessinées de Carl Barks et a profité de présider le festival d'Angoulême 2005 pour y inviter Don Rosa, l'un des successeurs de Barks.

## Ouvrages

### Séries
- Titeuf (scénario et dessin), Glénat (Tchô! : La Collec')

1. Dieu, le Sexe et les Bretelles, décembre 1992 (colorisé en 2010),  (ISBN 2-7234-1593-7)
2. L'amour, c'est pô propre, août 1993
3. Ça épate les filles, mai 1994
4. C'est pô juste…, avril 1995
5. Titeuf et le derrière des choses, mai 1996
6. Tchô, monde cruel, août 1997
7. Le Miracle de la vie, août 1998
8. Lâchez-moi le slip !, août 2000
9. La Loi du préau, août 2002
10. Nadia se marie, août 2004
11. Mes meilleurs copains, octobre 2006
12. Le Sens de la vie, août 2008
13. À la folie !, août 2012
14. Bienvenue en adolescence !, août 2015
15. À fond le slip !, août 2017
16. Petite Poésie des saisons, avril 2019
17. La Grande Aventure, juin 2021
18. Suivez la mèche, août 2023

- Titeuf est timbré, Pro Juventute, 1993
- Le Guide du zizi sexuel (Textes d’Hélène Bruller), août 2001
- Portraits de Titeuf, août 2004
- Petite Poésie des saisons, novembre 2005
- Titeuf 20 ans, 2013
- Les têtes à Titeuf, août 2013
- Titeuf par la bande, Galerie Glénat, septembre 2015

- Captain Biceps (dessin de Tébo), Glénat (Tchô! : La Collec')

1. L'Invincible, avril 2004
2. Le Redoutable, janvier 2005
3. L'Invulnérable, octobre 2006
4. L'Inoxydable, novembre 2007
5. L'Intrépide, août 2011
6. Le Retour du poing de la justice, mars 2014
7. L'Increvable, août 2019

- Les Chronokids (dessin de Stan Manoukian et Vince), Glénat (Tchô! : La Collec')

1. Tome 1, janvier 2008
2. Tome 2, octobre 2008
3. Tome 3, janvier 2010
4. Tome 4, janvier 2012
5. Contre la fin du monde, novembre 2012
6. Les Grandes Inventions de l'Histoire, avril 2014
7. Tome 6, juin 2018

- Infinity 8 (scénario), Rue de Sèvres

1. Romance et Macchabées 1/6 (scénario avec Lewis Trondheim, dessin de Dominique Bertail), octobre 2016
2. Romance et Macchabées 2/6 (scénario avec Lewis Trondheim, dessin de Dominique Bertail), octobre 2016
3. Romance et Macchabées 3/6 (scénario avec Lewis Trondheim, dessin de Dominique Bertail), octobre 2016

### One Shots

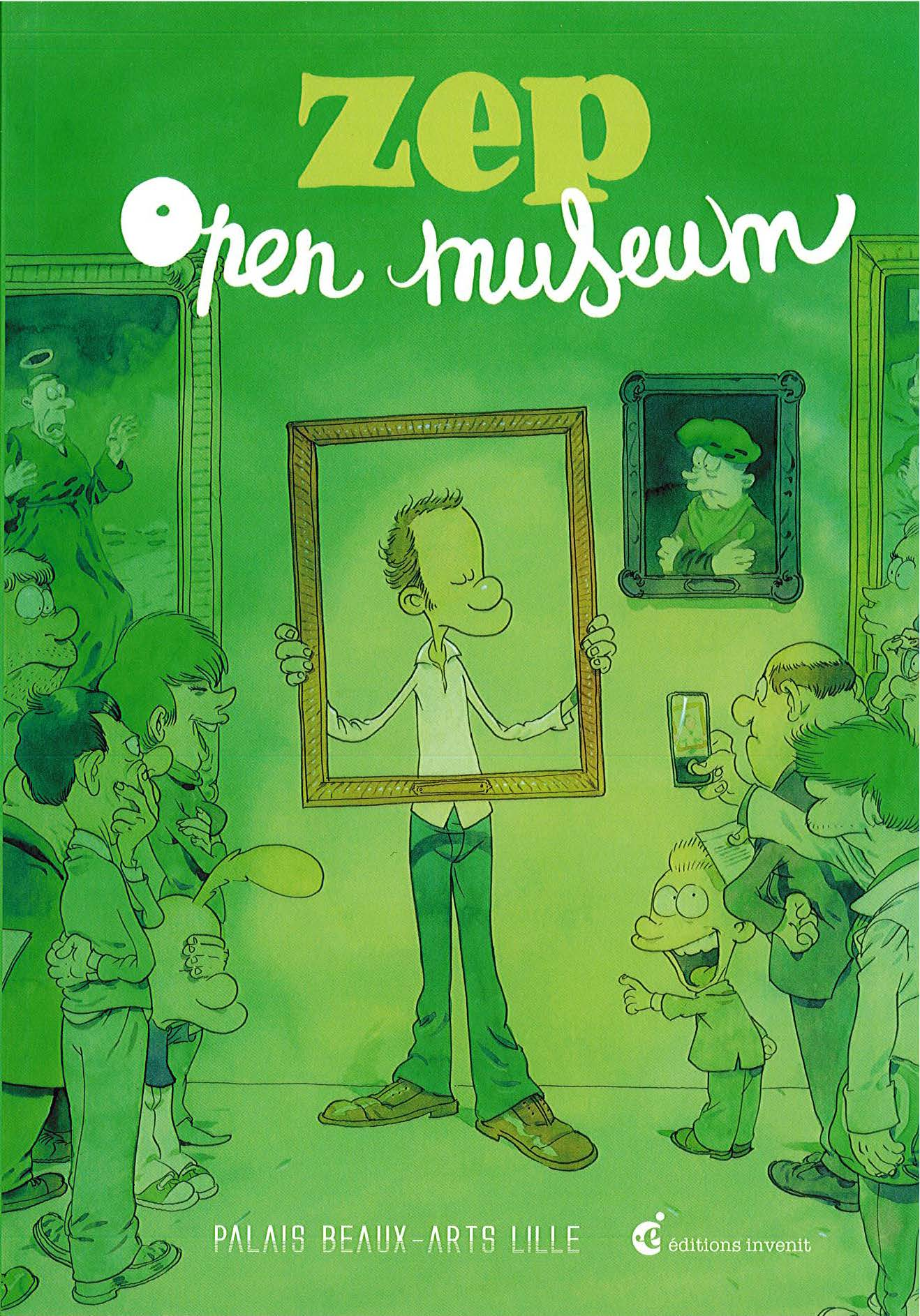
Le catalogue de l'exposition Open Museum, publié en mars 2016.

- Victor n’en rate pas une !!, Éditions Kesselring, septembre 1988
- Léon Coquillard - divisionnaire de l'après 26 novembre (textes de Gilli), Éditions GSSA, septembre 1990
- Kradok - Amanite Bunker (scénario de Leglode), Éditions ATOZ, juin 1991
- Les Amours contrariées de Calin & Labelle, BD Club Genève, janvier 1995
- Écouter, c'est l'aventure (La main tendue)
- Les Filles électriques, Dupuis, avril 1997
- L'Enfer des concerts, Dupuis, octobre 1999
- Mines antipersonnel - faut pô laisser faire, Glénat, mai 1999
- Zep à Sierre, BD Sierre, juin 2001
- Mes héros de la bande dessinée, Raspoutine, décembre 2001
- Les Minijusticiers (scénario d’Hélène Bruller), Hachette, mai 2003
- Le Monde de Zep (Art-book), Glénat, novembre 2004
- Portraits de famille (textes de Benoît Mouchart), Christian Desbois, février 2006  (ISBN 2-910150-31-3)
- Découpé en tranches, Seuil, mars 2006
- Comment dessiner ? Deviens un prince du crayon en 86 leçons (dessin de Tébo), Glénat - (Tchô! : La Collec'), novembre 2008
- Happy Sex, Delcourt, octobre 2009
- Happy Girls, Delcourt, mai 2010 (Réédition des Filles électriques)
- Le Portrait dessiné, juillet 2010
- Happy Rock, Delcourt, septembre 2010 (Réédition de L’enfer des concerts)
- Carnet Intime, Gallimard, octobre 2011
- Une histoire d'hommes, Rue de Sèvres, septembre 2013
- Happy Parents, Delcourt, octobre 2014
- What a Wonderful World, Delcourt, octobre 2015
- Esmera (dessin de Vince), Glénat, novembre 2015
- Zep - Open Museum #3, Éditions Invenit, mars 2016
- Un bruit étrange et beau, Rue de Sèvres, octobre 2016
- What a Wonderful World 2, Delcourt, novembre 2016
- The End, Rue de Sèvres, avril 2018
- PARIS 2119 (dessin de Dominique Bertail), Rue de Sèvres, janvier 2019
- Happy Sex tome 2, Delcourt, septembre 2019
- Ce que nous sommes, Rue de Sèvres, 2021
- Dessiner le monde : Conversations avec Romain Brethes, Rue de Sèvres, octobre 2024[25]

### Collectifs
- 1997 : À fond la gomme (Les motos de ma vie)
- 1999 : Les Restos du cœur (Solidarité au caramel)
- 1999 : Sales Petits Contes (Les petits chats se cachent pour mourir)
- 2004 : Jean-Jacques Goldman Chansons pour les yeux (Mais qui est véritablement J.J.G ?) (Couverture de Zep)
- 2004 : Lucien 25 piges (Le rock'n'roll, c'est l'aventure)
- 2005 : Francis Cabrel Les beaux dessins (Comment reconnaître le vrai F.C ?)
- 2006 : Fluide glacial 30 ans (Fluide Glacial : un subtil mélange ...)
- 2007 : Astérix et ses amis (La méga menace)
- 2007 : Henri Dès Chansons en BD (Mégadès) (couverture de Zep)
- 2008 : Rubrique abracadabra par tous les caïds de la bédé (sauf Gotlib) (Une sordide affaire !) (Couverture de Zep)
- 2008 : Bob Dylan revisited (Not dark yet)
- 2009 : Je dessine mon film (Titeuf contre KING KONG)
- 2009 : Jacques Glénat Éditeur - les auteurs lui disent merci (couverture de Zep)
- 2012 : Revoilà Popeye (Couverture de Zep)
- 2015 : Abracadabox (Tebo, Zep et Julien Neel)

### Livres illustrés et portfolios
- 1985 : Contes du Kurdistan
- 1995 : 20 vraies fausses pochettes de disques par 20 vrais dessinateurs de B.D.
- 1996 : Cahier de souvenirs
- 1998 : The Swof White Cross Porfolio
- 2000 : 10 ans d'aventures du BD club de Genève
- 2002 : Club Poukram
- 2004 : Raspoutine « Cuzzego » Spécial 10 ans
- 2014 : Zep à Montreux
- 2019 : Invisible Max[26], dans la collection « Une histoire et ...Oli »

### Bibliothèque rose
Textes d'Hélène Bruller
1. Même pô mal, 2000
2. C'est pô croyab, 2000
3. C'est pô une vie..., 2000
4. C'est pô malin..., 2000
5. Pourquoi moi ?, 2001
6. Les filles, c'est nul..., 2001
7. Tchô, la planète!, 2002
8. Le Préau atomique, 2003
9. Ah ouais, d'accord..., 2003
10. Au secours !, 2004
11. Tcheu, la honte !, 2004
12. Tous des pourris du slip !, 2006
13. La Méga Classe, 2008
14. Un truc de dingue, 2011
15. Le Roman du film, 2011
16. Rock'n'roll attitude, 2013
17. Le Pire de ma life, 2015

## Autres œuvres

### Habillage de télévision
En 2008, Zep réalise l'habillage des programmes jeunesses de la Télévision suisse romande (Mabule).

### Illustrations de pochettes CD
- 1995 : Titi & the Raw Minets (guitare)
- 1995 : Zep’n’Greg - Badaboum vol.1 (compos, guitare, chant, cor, kazoo, sifflet, meuh-box)
- 1996 : JFM - Inguitarissable
- 2001 : Bob Dylan - live at Montreux 1994
- 2001 : Zep’n’Greg - Pipicacavomi (compos, guitare, chant, dobro)
- 2001 : Jean-Jacques Goldman - Chansons pour les pieds
- 2003 : Sol En Cirque
- 2007 : Waelkens - sous-entendus
- 2008 : Toufo - danse avec les pingouins
- 2008 : Bill Deraime - Bouge Encore
- 2009 : Toufo - Live dans un bus
- 2011 : Bande originale de Titeuf, le film
- 2013 : Henri Dès - Casse-pieds
- 2019 : Renaud - Les Mômes et les Enfants d’abord

### Peintures murales
- 2006 : Titeuf, parcours BD, boulevard Émile Bockstael à Bruxelles, ± 160 m2
- 2018 : Titeuf, deux peintures murales  à Onex, dans le Canton de Genève, ville où Zep a grandi : sur le pignon sud de l’immeuble 26-38 rue de la Calle, appartenant à la Fondation privée pour des logements à loyer modéré (FPLM)[27] ; et sur le pignon nord de l’immeuble 43-57 rue des Racettes.
- 2022 : Titeuf et Nadia, peinture murale à Étoile-Palettes au Grand-Lancy (commune de Lancy, canton de Genève, 50 mètres ou 13 étages de hauteur).

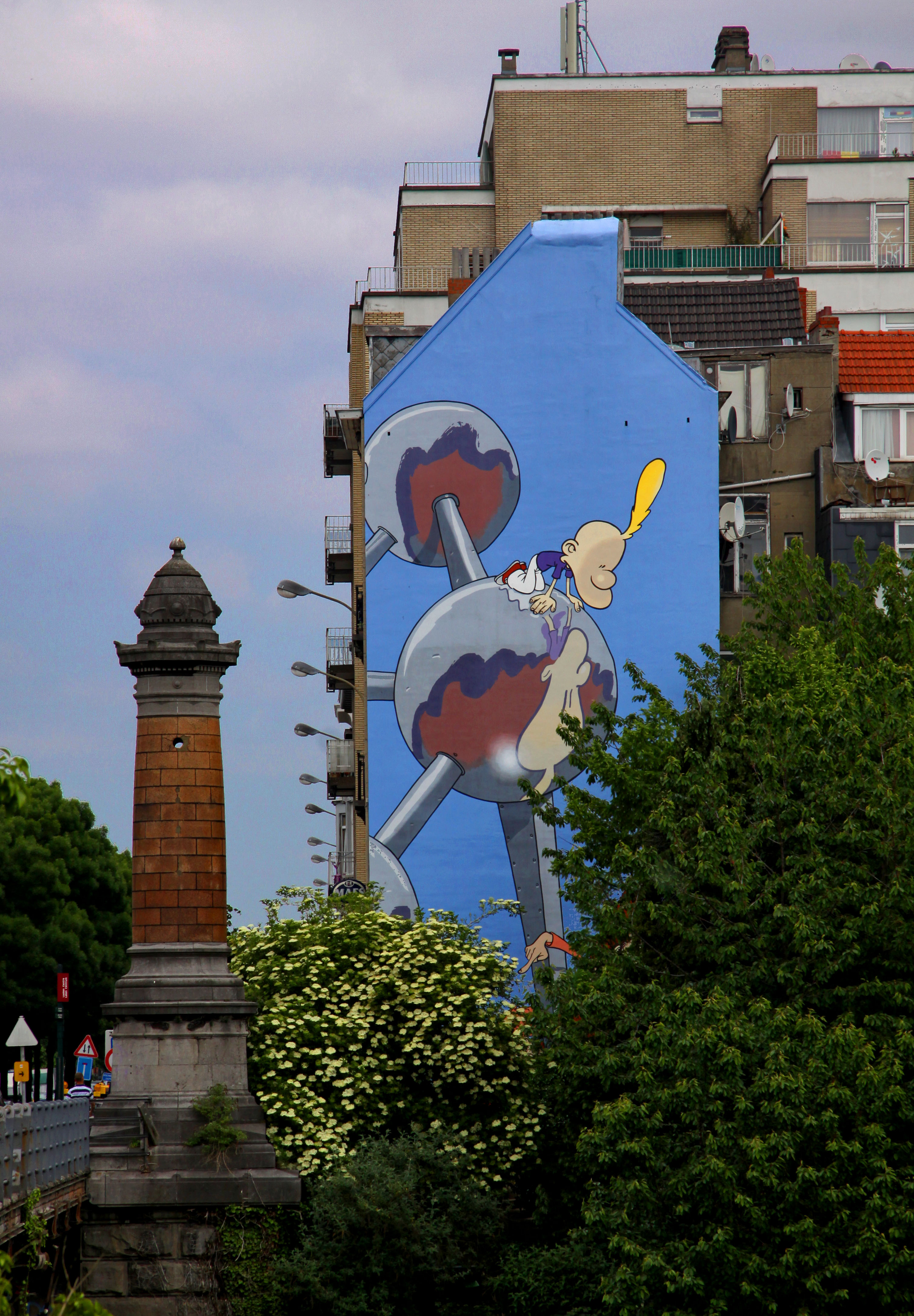
Parcours BD à Bruxelles
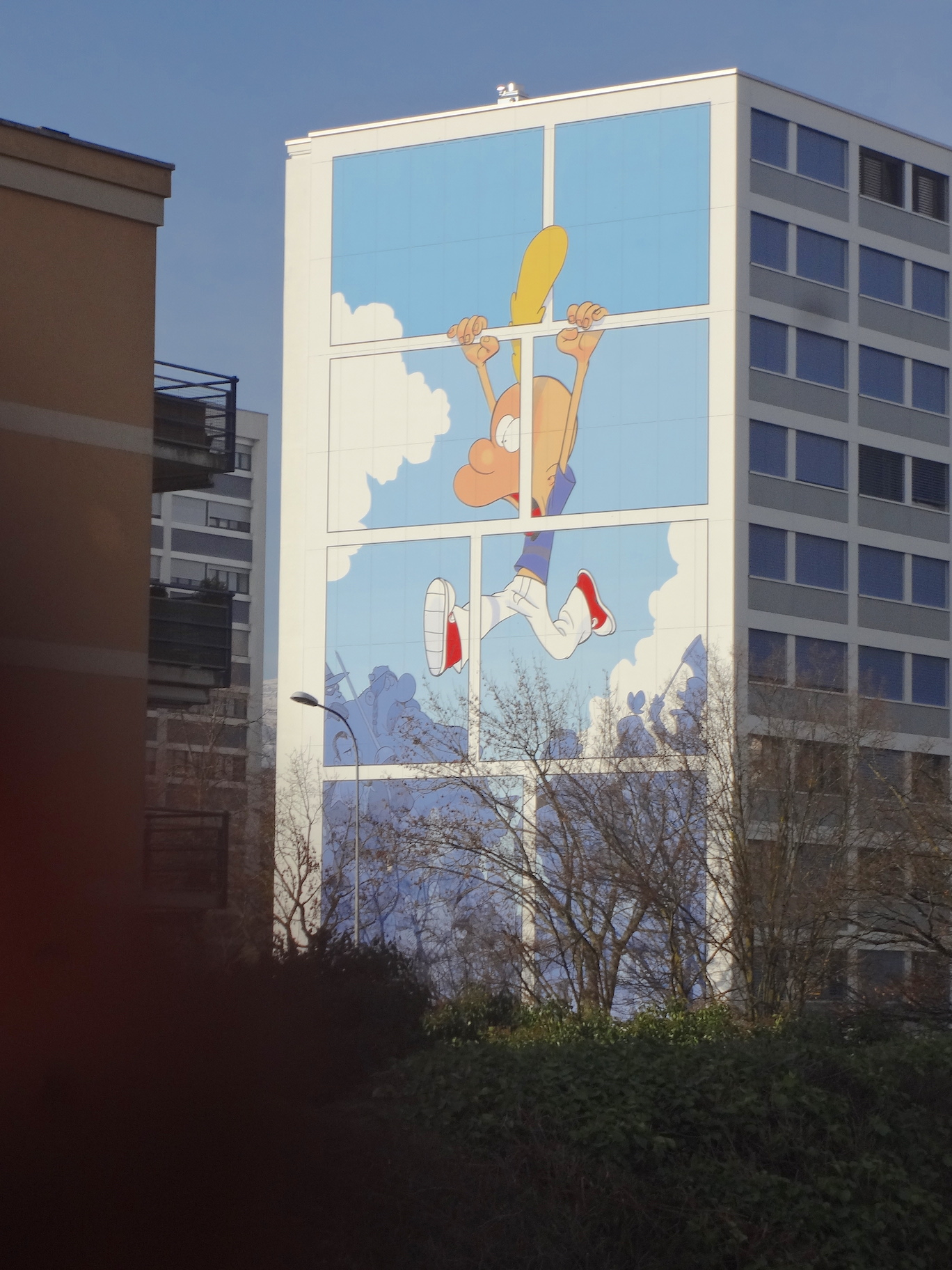
Pignon d’immeuble à Onex
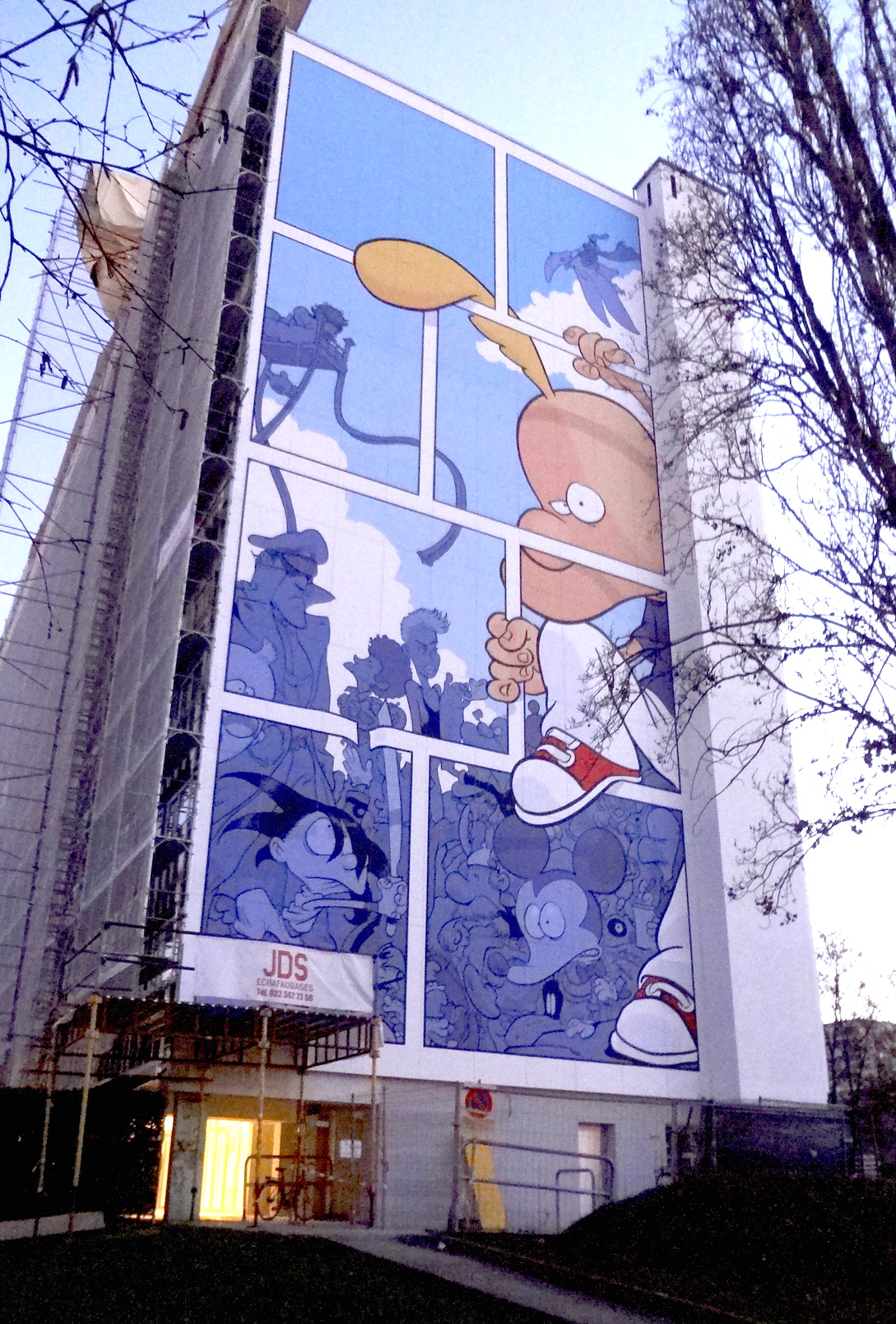
Pignon d’immeuble à Onex
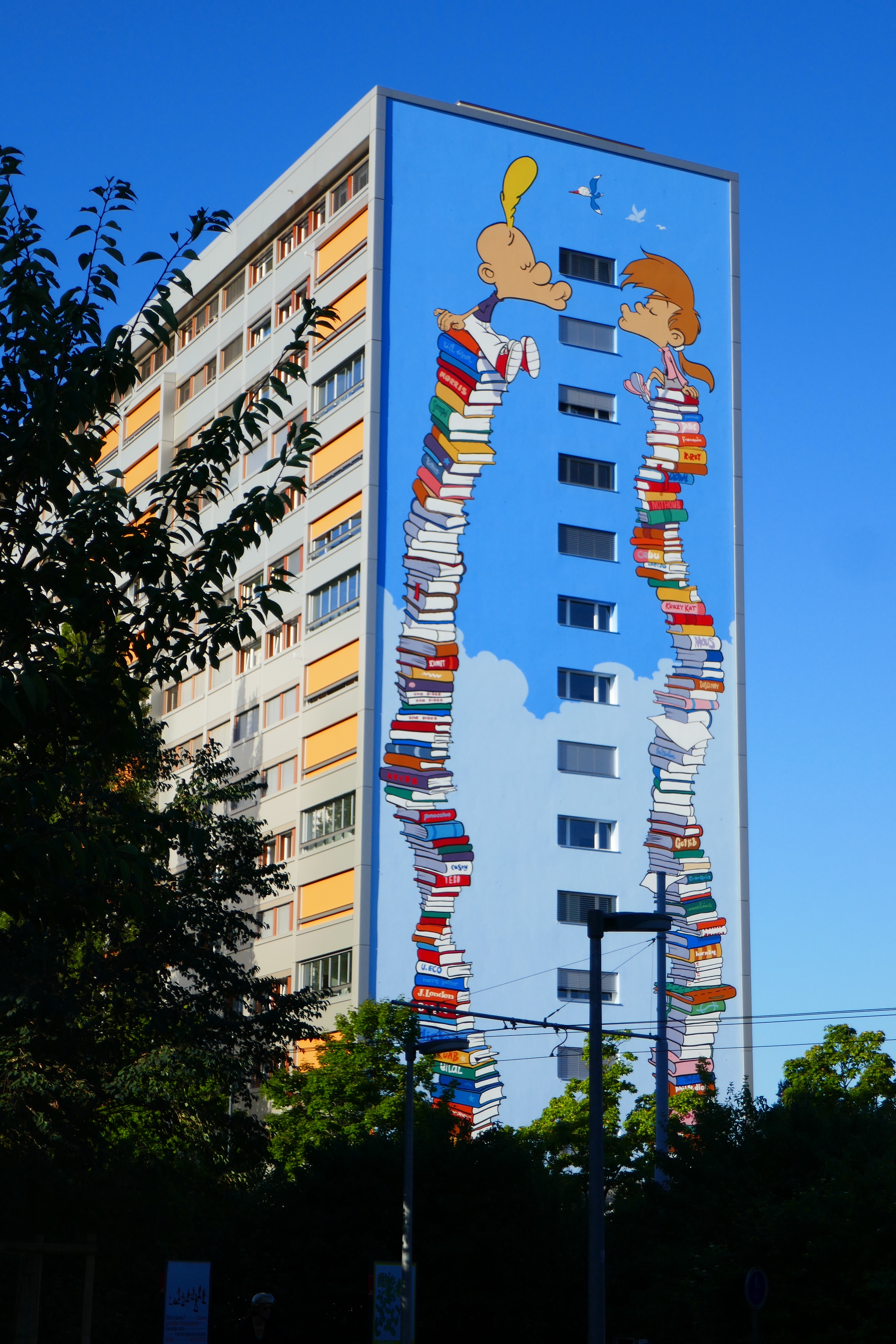
Pignon d’immeuble à Lancy

## Filmographie
- 2011 : Titeuf, le film (réalisation et scénario)
- 2021 : La vie de J.C. (scénario)
- 2024 : Éternité (scénario)

## Distinctions et récompenses
- 1996 :  Alph-Art jeunesse 9-12 ans du festival d'Angoulême pour C'est pô juste...[28]
- 2000 :  grand prix du Festival de Solliès-Ville[29], ce qui lui a valu d'être l'invité d'honneur (et le dessinateur de l'affiche) en 2001
- 2003 :  Alph'Art du public au festival d'Angoulême pour La Loi du préau
- 2004 :  grand prix de la ville d'Angoulême, pour l'ensemble de son œuvre[30]
- 2009 :  prix Showbusiness du Swiss Award[31].
- 2009 :  Prix de la Fondation pour Genève, pour l'ensemble de son œuvre[32],
- 2010 :  globe de Cristal de la meilleure bande dessinée pour Happy Sex.
- 2011 : Prix Jeunesse pour Les ChronoKids #3, avec Stan et Vince[33]
- 2015 :  Prix Wolinski de la BD du Point (première édition sous cette nouvelle dénomination après l'attentat contre Charlie Hebdo) pour What a Wonderful World ! remis par Maryse Wolinski, veuve de Wolinski[34]